# سونیا ویویانی
سونیا ویویانی (ایتالیایی: Sonia Viviani؛ زادهٔ ۱۹۵۸) بازیگر و مدل عکاسی گلامور اهل ایتالیا است. او در دهه ۱۹۸۰، بر روی جلد و در صفحات تصویری مجلات مختلف مردانه از جمله نسخه فرانسوی پلی‌بوی و نسخه ایتالیایی پنت‌هاوس ظاهر شد؛ به‌ویژه به دلیل شباهت ظاهری‌اش به شاهدخت کارولینِ موناکو که مورد توجه قرار گرفت.
از فیلم‌ها یا مجموعه‌های تلویزیونی که وی در آن‌ها نقش داشته‌است می‌توان به املت ایتالیایی، نوجوان، همسر شیطان، مشت، دلار و اسفناج و ماجراهای هرکول اشاره نمود.